# 錢澤南
錢澤南（英語：Robert Tjian，1949年9月22日—），美国生物化学家，霍华德·休斯医学研究所(HHMI, Howard Hughes Medical Institute)主席。钱氏以研究真核生物细胞遗传信息转录闻名。钱氏现为加州大学伯克利分校生物化学及分子生物学教授。

## 简介
祖籍浙江绍兴，1949年生于英属香港。父亲钱子宁，实业家，前中原造纸厂创办人、厂长，系吴越王钱镠三十二世孙。为家中幼子，上有兄一人，姐七人。
1971年，获得美国加州大学伯克利分校文学士学位。1976年，获得美国哈佛大学哲学博士学位。之后，在长岛的冷泉港分子生物学实验室博士后研究三年。1979年，返回加州大学，授加州大学伯克利分校生物化学助理教授职。
现任加州大学伯克利分校生物化学及分子生物学教授，兼加州大学旧金山分校生物化学及分子生物学教授，兼美国霍华德休斯医学研究所研究员。钱氏被选为美国霍华德休斯医学研究所主席，任期自2009年4月1日始。

## 荣誉
- 美国国家科学院院士（1991年当选）
- 台湾中央研究院院士（第18届当选）
- National Academy of Sciences Monsanto Award for Molecular Biology （美国国家科学院分子生物学Monsanto Award）(1991年)
- 加州科学家称谓（1994年）
- 艾爾弗·斯隆基金獎 (通用汽车公司) (1994年)
- 路易莎·格罗斯·霍维茨奖 （哥伦比亚大学）（1999年）
- 湯森路透引文桂冠獎 （2014年）